# فيلهلم يوردان (كاتب)
كارل فريدريش فيلهلم يوردان (بالألمانية: Carl Friedrich Wilhelm Jordan)، ولد في إنستربورغ في بروسيا الشرقية (تقع في روسيا الحالية) في 8 فبراير 1819 وتوفي في فرانكفورت في 25 يونيو 1904، هو شاعر وروائي وكاتب مسرحي وسياسي ألماني.

## حياته
ولد يوردان في مدينة إنستربورغ في بروسيا الشرقية، وكان والده كارل أوغست يوردان قسيسًا. التحق يوردان بالمدرسة الثانوية في غومبينن ثم في تيلسيت. وبدأ في عام 1838 في دراسة اللاهوت والفلسفة، وبعد حصوله على درجة الدكتوراه، اتجه إلى دراسة العلوم الطبيعية في برلين.
طُرد من المدينة في عام 1843 بسبب اتهامه بنشر كتابات ليبرالية معادية للكنيسة، فذهب إلى لايبزغ. وهناك أصدر مجلة «العالم المحسوس» Die begriffene Welt، لمدة عامين 1845 و 1846.
لكنه طرد من لايبزغ أيضا في عام 184، بسبب نشره لكتابات تم منعها من قبل الرقابة، فذهب إلى بريمن. وهناك عمل محررًا في صحيفة Bremer Zeitung، وعمل كذلك مراسلا لها في برلين وباريس.
وقد انتخب يوردان نائبا عن فراينفالده Freienwalde في الجمعية الوطنية في فرانكفورت، في الفترة من 18 مايو 1848 حتى 20 مايو 1849. وفي تلك الفترة انضم إلى هاينريش فون غاغرن [الإنجليزية]، وكان من الداعين إلى توحيد ألمانيا في مملكة واحدة تحت قيادة بروسيا. ثم عمل في مستشارًا بحريًا في وزارة التجارة، وكان مهتما بتحسين وتطوير إنشاء الأسطول البحري.
وبعد تقاعده كان يوردان يقوم برحلات إلى مدن عديدة، يلقي بها المحاضرات الأدبية، وقد زار الولايات المتحدة الأمريكية في إحدى هذه الرحلات في عام 1871.

## إنتاجه الأدبي
تدور أعمال فيلهلم يوردان حول مواضيع تاريخية. وتتشرب قصائده ومسرحياته ورواياته بروح فلسفية. ومن أشهر أعماله «ديميورغوس» Demiurgos وترجمته لقصائد إدا، ويتميز هذان العملان بسيطرة اللغة الشاعرية والأسلوب الملحمي.
ويعتبر عمله «ديميورغوس» تناولا ووصفًا أدبيًا لحياة ماكس شتيرنر Max Stirner، وليس سردًا لتفاصيل حياته كما هو الشائع. ويعد يوردان من المتحمسين لأفكار نيتشه ودارون. وقد ليوردان تأثير على العديد من معاصريه، منهم لودفيغ كلاغيس وزميله في الدراسة ثيودور ليسنغ.

## من أعماله
- أوهام أرضية (قصائد 1842)
- الزبد (قصائد 1846)
- ديميورغوس 1852
- أرملة أغيس (مسرحية 1857)
- عبر الأذن (مسرحية كوميدية 1870)
- أرتور أردن (مسرحية 1872)
- عودة هيلدبرانت (ملحمة 1874)
- رسائل ملحمية 1876
- صلوات (قصائد 1877)
- الأغاني الأخيرة (قصائد 1892)